# کاترژیتا اوف کوماروف
کاترژیتا اُف کُماروف (انگلیسی: Kateřina of Komárov؛ ۱۵?? – ۱۵ مارس ۱۵۳۴) یک نجیب‌زاده چک و قاتل محکوم بود. او به خاطر شایعات بدرفتاری با رعیت در املاک همسرش که در زمان غیبت همسرش از آنها مراقبت می‌کرد، بدنام بود. او در سال ۱۵۳۳ محاکمه شد و به جرم قتل ۱۴ نفر محکوم شد، اگرچه گفته می‌شود او قاتل ۳۰ نفر بود. او به حبس در برجی در قلعه پراگ محکوم شد